# 溪齋英泉
溪齋英泉（日语：渓斎英泉，1790年—1848年8月20日）是日本江戶時代的男性浮世繪畫師。

## 生平
出生於江戶星岡（江戸星ヶ岡、現今的千代田區永田町）一帶的下級武士家庭，原先家族姓氏為松本，在跟著父親一同改姓後名字改稱為池田義信、另外多以善次郎為稱呼。
於12歲時曾在狩野白桂齋下學習美術技法，15歲服完元服禮儀式後曾作過一陣子仕官方面工作，但在17歲時與上司起爭執而失去職務，之後則改去學習狂言方面的演藝事務。
20歲後溪齋英泉開始向繪師菊川英山學習繪畫技法、同時也常向在住所附近的另一繪師葛飾北齋往來交流。之後溪齋英泉因擅長描繪春宮圖而受關注，並開始著作情色文學及提供相關類型讀物的插圖，其中溪齋英泉在文政5年（1822年）發表的《閨中紀聞 枕文庫》曾被當時作為性方面知識的入門書，而作家曲亭馬琴也邀請過溪齋英泉替他的戲作文學《南總里見八犬傳》繪製插圖。另在以風景為題材方面的創作；溪齋英泉曾與另一繪師歌川廣重攜手繪出中山道一帶驛站為背景的《木曾街道六十九次》。
在文政12年（1829年）裡，溪齋英泉因遭受火災而失去住所，之後溪齋英泉加深讓自身沈溺在酒與女性之間；並搬至根津一帶以若竹屋里助的名義經營了一間妓院。後續因幕府實行天保改革約束了社會上行樂的風氣，溪齋英泉逐漸減少接案創作的機會，但晚年溪齋英泉所著作的《無名翁隨筆》則成為後人研究浮世繪的資料來源之一。
嘉永元年7月22日（1848年8月20日）溪齋英泉離世，死後葬在杉並區的福壽院裡，生前教導過的門生則有五永亭英橋、春齋英笑、一陽軒英得等人。

### 春宮圖

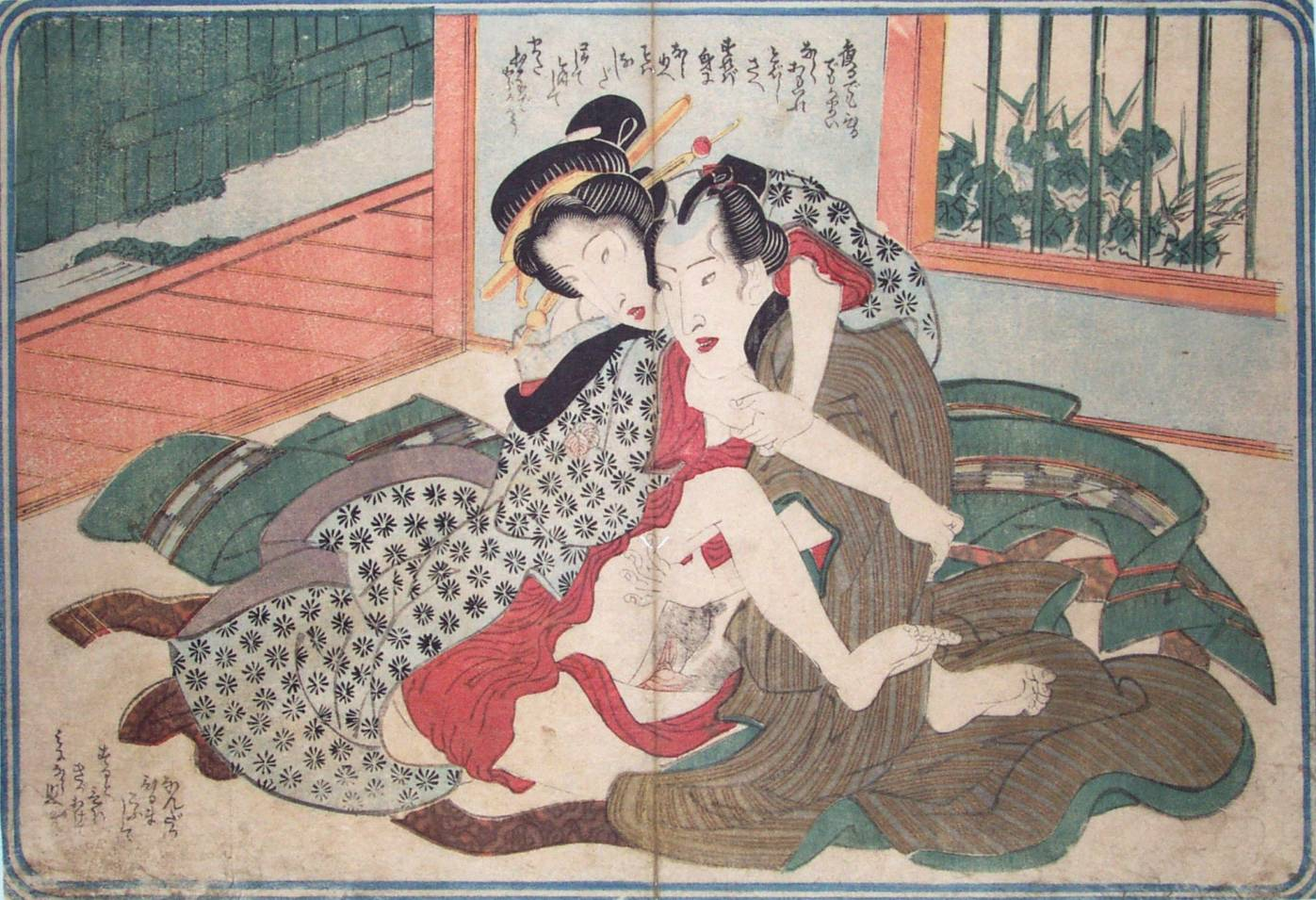
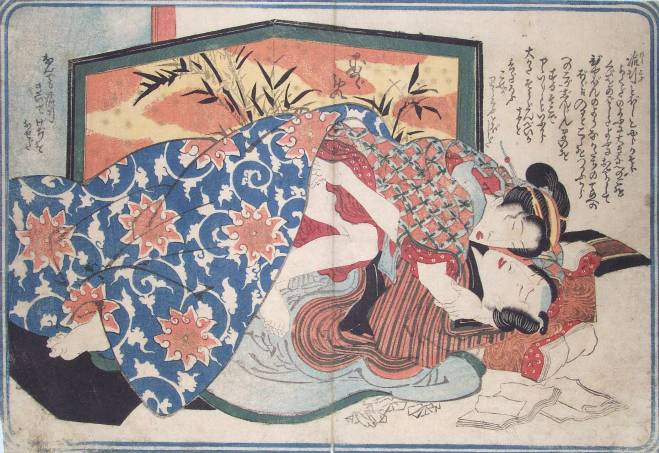
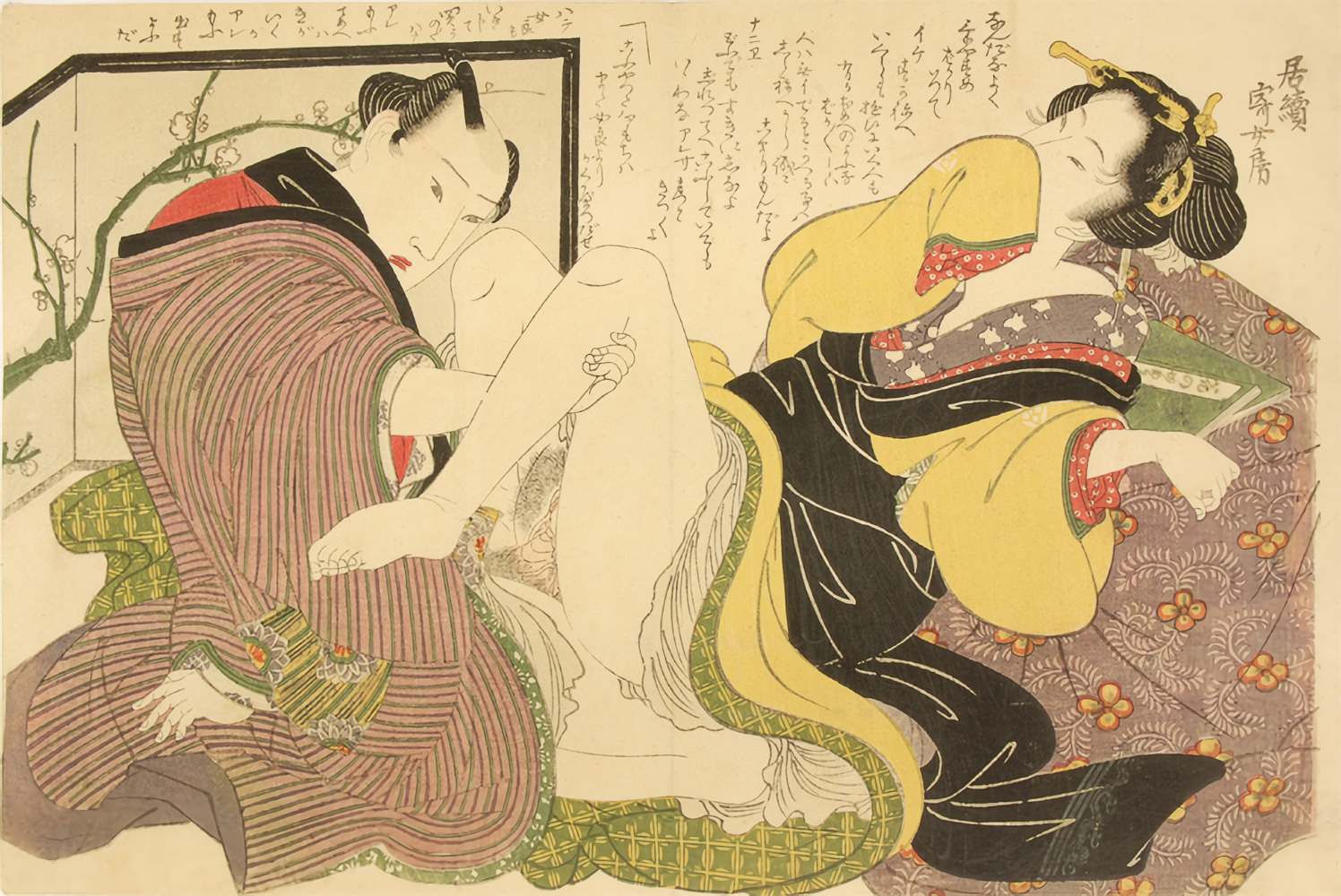

## 相關個人作品

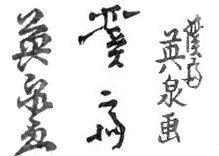
溪齋英泉遺留下的簽名字跡。

### 美人畫

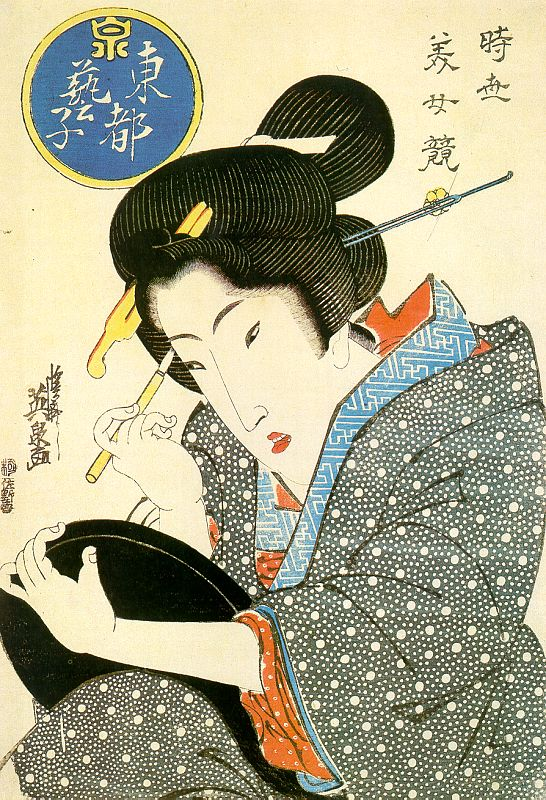
時世美女競 東都藝子
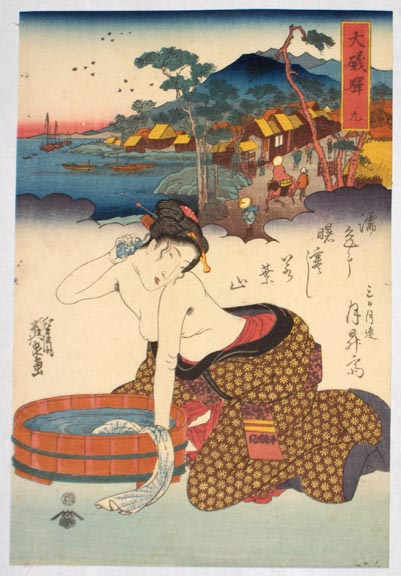
美人東海道之大磯驛站
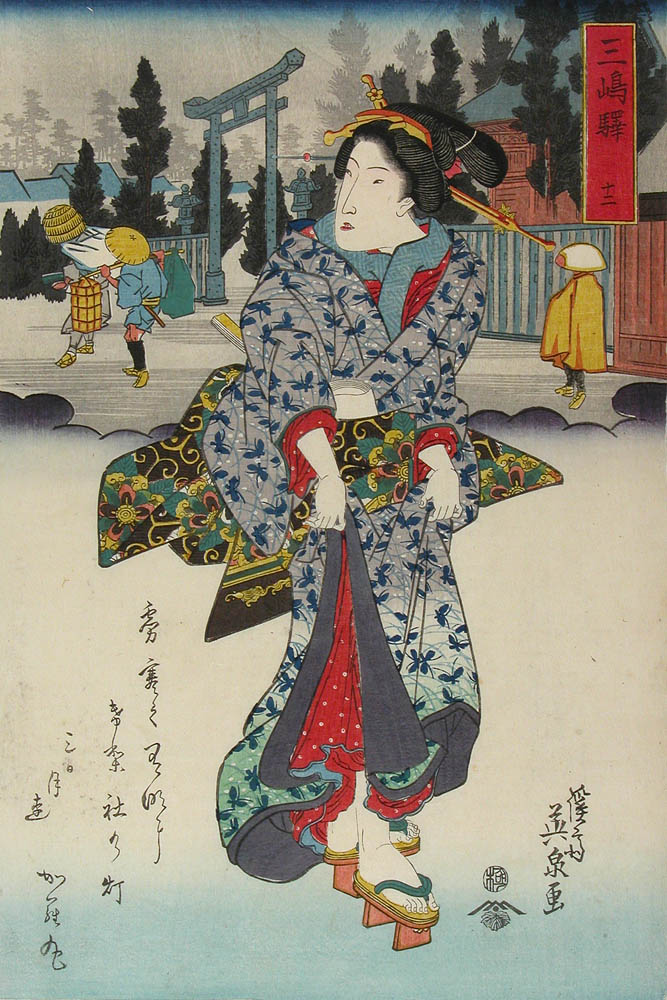
美人東海道之三嶋驛站

### 木曾街道六十九次系列

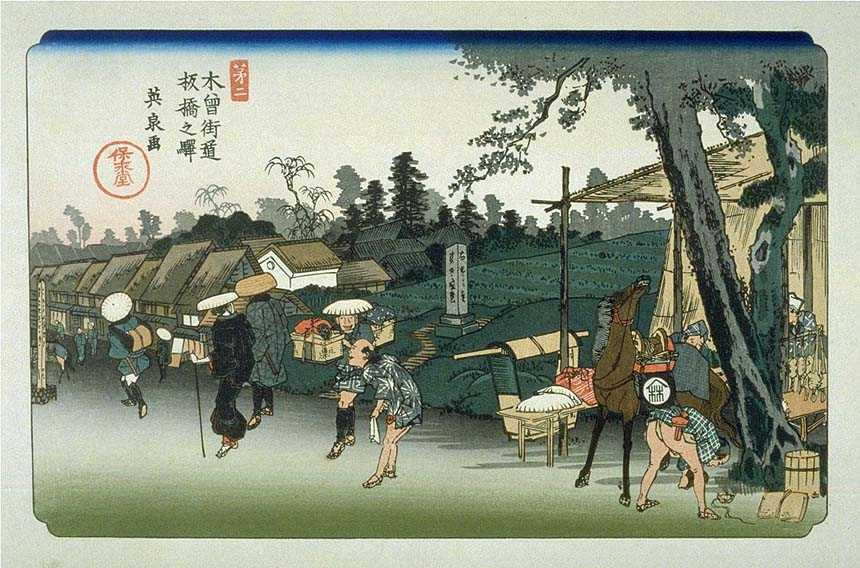
木曾街道 板橋驛站
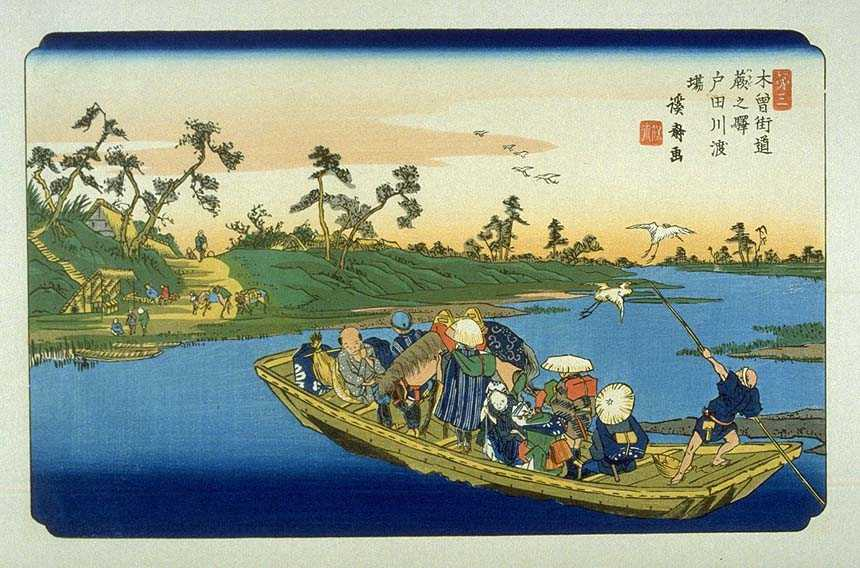
木曾街道 蕨驛站 戶田川渡場
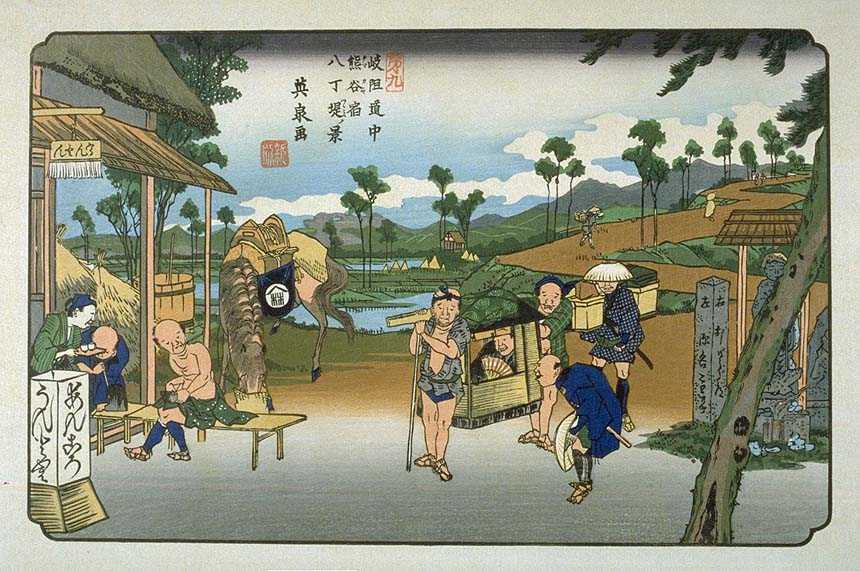
岐阻道中 熊谷宿 八丁堤之景